# 奥莉加·皮利片科
奥莉加·瓦西里耶芙娜·皮利片科（羅馬化：Ol'ga Vasil'yevna Pilipenko；1966年1月4日—）是俄罗斯政治人物，第七届和第八届国家杜马的代表。1998年，她获得了技术科学副博士学位。
大学毕业后，皮利片科开始在莫斯科国立仪器工程与计算机科学大学奥廖尔分校工作（该分校自1993年改名奥廖尔国立技术大学）。2015年9月13日，她当选奥廖尔市第五届人民代表会议代表。2019年5月26日，她当选为奥廖尔国立大学校长。2019年9月8日，她当选为第七届国家杜马代表。2021年，她再次当选第八届国家杜马议员。

## 制裁
皮利片科于2022年因俄乌战争而受到英国政府制裁。